# Collazzone
Collazzone település Olaszországban, Umbria régióban, Perugia megyében. Lakosainak száma 3324 fő (2023. január 1.). Collazzone Bettona, Deruta, Fratta Todina, Gualdo Cattaneo, Marsciano és Todi községekkel határos.

## Népesség
A település lakossága az elmúlt években az alábbi módon változott:
| Lakosok száma | 3798 | 3448 | 3324 |
|               | 2013 | 2018 | 2023 |